# أحمد الجاسر
أحمد الجاسر، (1941 -) - وزير الأوقاف والشؤون الإسلامية الكويتي سابق مُنذ 1981 حتى 1985.

## السيرة الشخصية
ولد بالكويت في مدينة الكويت عام 1941، حاصل على شهادة ليسانس من دار العلوم من جامعة القاهرة عام 1964 وعلى دبلوم في التربية من جامعة بيروت العربية وعلى الماجستير من جامعة ستانفورد في الولايات المتحدة الاميركية، عمل في بداية حياته العملية في سلك التدريس مدرس لغة عربية وتربية اسلامية 1965 ثم مراقبا لادارة المناهج بوزارة التربية ثم وكيلا مساعدا لشؤون التخطيط والمناهج ثم وكيلا مساعدا في عهد الوزير صالح عبد الملك الصالح (1967 - 1971).

## مناصبه
- عين وزيرا للاوقاف والشؤون الإسلامية، وهو الوزير الحادي عشر بتاريخ وزراء الاوقاف 1981 حتى 1985.
- تولى عضوية المجلس الاعلى للتخطيط والمجلس الاعلى للتعليم والهيئة الخيرية الإسلامية العالمية.
- تولى رئاسة مجلس إدارة اللجنة الكويتية المشتركة للإغاثة.
- رئيس اللجنة التحضيرية التي انبثقت عن الهيئة الخيرية الإسلامية العالمية والتي تعمل على اشاعة الثقافة الوسطية ومحاصرة افكار التطرف والإرهاب.
- عضو مؤسس في جمعية العون المباشر 1999.
- عضو مؤسس في الجمعية الكويتية للداون أشهرت عام 2006.